# Malleval, Loire
Malleval là một xã trong tỉnh Loire miền trung nước Pháp.